# سلیم (استان مسیله)
سلیم (به عربی: سليم) یک شهرداری در الجزایر است که در استان مسیله واقع شده‌است. سلیم ۵٬۷۷۷ نفر جمعیت دارد.